# Metin Erol
Metin Erol (* 24. Januar 1987 in İzmit) ist ein türkischer Fußballtorhüter.

## Karriere
Erol begann mit dem Vereinsfußball in der Jugend von Yeniköy Belediyespor und wechselte 2002 in die Jugend von Kocaelispor. Im Sommer 2006 erhielt er hier einen Profivertrag, spielte aber ausschließlich für die Reservemannschaft. Um ihm Spielpraxis in einer Profiliga zu ermöglichen, wurde er für die Rückrunde der Saison 2006/07 an Gölcükspor und für die gesamte Saison 2007/2008 an Orhangazi Gençlerbirliği ausgeliehen. Die nächste Saison blieb er bei Kocaelispor und spielte gegen Saisonende in zwei Erstligapartien. Nachdem Kocaelispor zum Saisonende den Klassenerhalt verpasst hatte, blieb Erol im Kader und stieg zum Stammspieler auf. Kocaelispor geriet in sehr große finanzielle Schwierigkeiten und wurde mit einem Transferverbot seitens des nationalen Verbandes versehen. Begünstigt durch diese Umstände blieb Erol weiterhin Stammtorwart. Nachdem Kocaelispor zum Sommer 2011 noch tiefer in eine ausweglose finanzielle Situation gerat, wurde der Verein Körfezspor in Körfez FK umbenannt und als inoffizieller Nachfolger Kocaelispors angesehen. So wechselte ein Großteil des Kaders auch zu diesem Verein. Nach einer einjährigen Tätigkeit bei Körfez FK wechselte er zum Zweitligisten TKİ Tavşanlı Linyitspor. 2014 wechselte er dann zu Fethiyespor.
Im Sommer 2016 verpflichtete ihn der neue Istanbuler Zweitligist Ümraniyespor.